# Montjay (Hautes-Alpes)
Pour les articles homonymes, voir Montjay.
Montjay est une commune française située dans le département des Hautes-Alpes, en région Provence-Alpes-Côte d'Azur.

## Géographie

### Localisation
Le village de Montjay est situé au sud-ouest du département des Hautes-Alpes, à 11,6 km au sud-ouest de Serres et à 43,4 km à l'ouest-sud-ouest de Gap, chef-lieu du département.
Six communes jouxtent Montjay, dont une dans le département limitrophe de la Drôme :
|          | L'Épine                    | Montclus            |
| Sorbiers | Montjay                    | Chanousse           |
|          | Villebois-les-Pins (Drôme) | Étoile-Saint-Cyrice |

### Géologie, relief et hydrographie
Le village est implanté dans la vallée de la Blaisance, cours d'eau de 19 km, affluent du Buëch. En plus du village principal, la commune comporte quatre hameaux : « Viran Verset », au sud est, « Vaucluse Basse » et « Vaucluse Haute », au nord, ainsi que "Chapaïsse" au sud. Le point culminant de Montjay est le sommet de la Fayée à 1 294 mètres

### Transports
Montjay est accessible par la route départementale 949, qui relie Saint-André-de-Rosans, via Sorbiers, à l'ouest, à Lagrand, à l'est. La RD 508 dessert Chapaïsses, au sud du chef-lieu de la commune, tandis que la RD 226 continue au nord vers L'Épine par les hameaux de Vaucluse Basse et Vaucluse Haute.

### Climat
Pour des articles plus généraux, voir Climat de Provence-Alpes-Côte d'Azur et Climat des Hautes-Alpes.
En 2010, le climat de la commune est de type climat des marges montargnardes, selon une étude du Centre national de la recherche scientifique s'appuyant sur une série de données couvrant la période 1971-2000. En 2020, Météo-France publie une typologie des climats de la France métropolitaine dans laquelle la commune est exposée à un climat de montagne ou de marges de montagne et est dans la région climatique Alpes du sud, caractérisée par une pluviométrie annuelle de 850 à 1 000 mm, minimale en été.
Pour la période 1971-2000, la température annuelle moyenne est de 10 °C, avec une amplitude thermique annuelle de 17,2 °C. Le cumul annuel moyen de précipitations est de 965 mm, avec 7,9 jours de précipitations en janvier et 4,9 jours en juillet. Pour la période 1991-2020, la température moyenne annuelle observée sur la station météorologique de Météo-France la plus proche, « Rosans », sur la commune de Rosans à 11 km à vol d'oiseau, est de 11,7 °C et le cumul annuel moyen de précipitations est de 826,9 mm. 
La température maximale relevée sur cette station est de 41,1 °C, atteinte le 22 août 2023 ; la température minimale est de −17,9 °C, atteinte le 12 février 2012,,.
Les paramètres climatiques de la commune ont été estimés pour le milieu du siècle (2041-2070) selon différents scénarios d'émission de gaz à effet de serre à partir des nouvelles projections climatiques de référence DRIAS-2020. Ils sont consultables sur un site dédié publié par Météo-France en novembre 2022.

## Urbanisme

### Typologie
Au 1er janvier 2024, Montjay est catégorisée commune rurale à habitat très dispersé, selon la nouvelle grille communale de densité à 7 niveaux définie par l'Insee en 2022.
Elle est située hors unité urbaine et hors attraction des villes,.

### Occupation des sols
L'occupation des sols de la commune, telle qu'elle ressort de la base de données européenne d’occupation biophysique des sols Corine Land Cover (CLC), est marquée par l'importance des forêts et milieux semi-naturels (92,1 % en 2018), en diminution par rapport à 1990 (94,7 %). La répartition détaillée en 2018 est la suivante : 
forêts (74,7 %), milieux à végétation arbustive et/ou herbacée (17,3 %), zones agricoles hétérogènes (7 %), cultures permanentes (0,8 %), prairies (0,1 %).
L'évolution de l’occupation des sols de la commune et de ses infrastructures peut être observée sur les différentes représentations cartographiques du territoire : la carte de Cassini (XVIIIe siècle), la carte d'état-major (1820-1866) et les cartes ou photos aériennes de l'IGN pour la période actuelle (1950 à aujourd'hui).

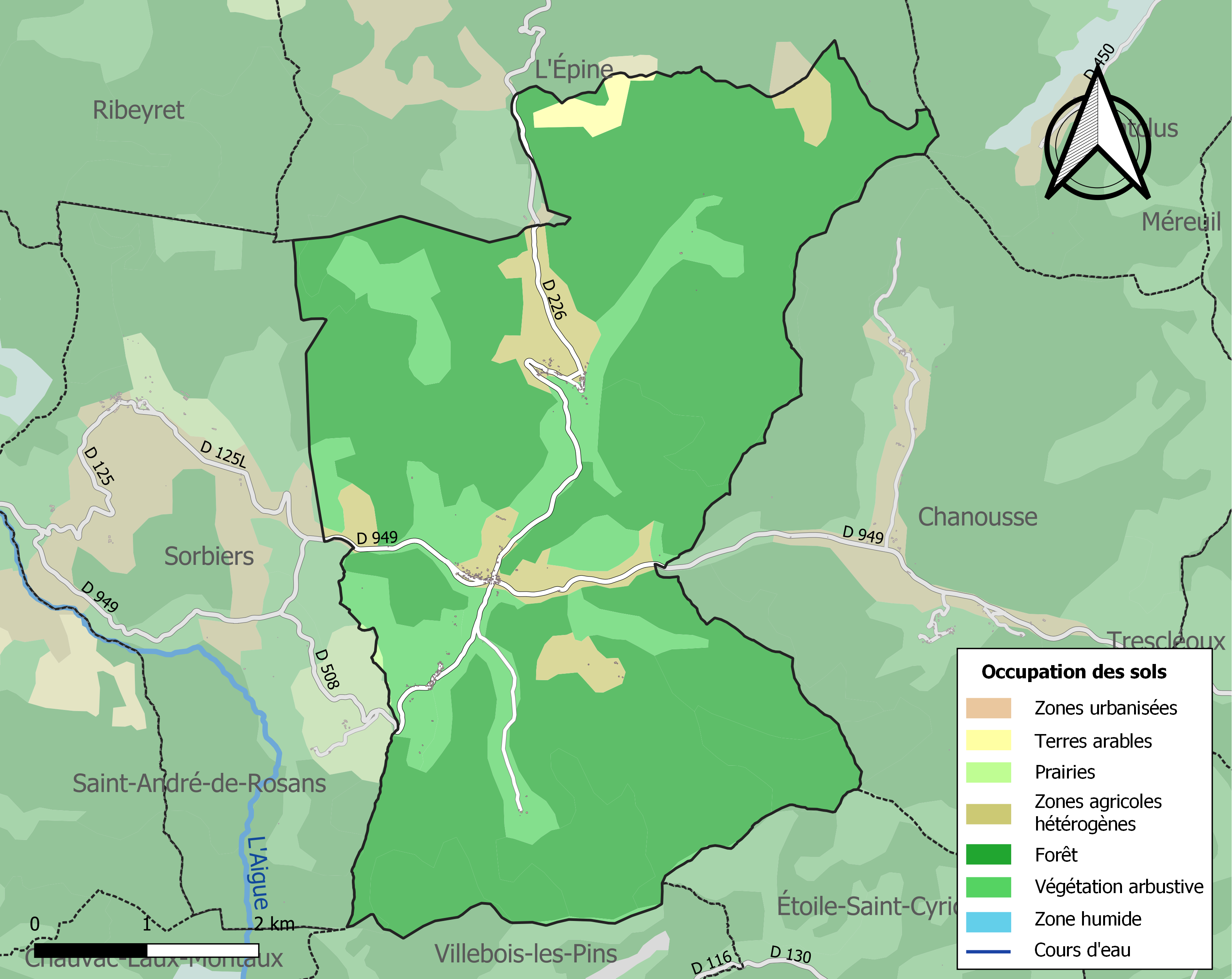
Carte de l'occupation des sols de la commune en 2018 (CLC).

## Toponymie
Le nom de la localité est attesté sous la forme Montjay dès 1246. Montjai en occitan haut-alpin.
Montjòia en occitan, avec le sens de « bloc de pierre servant de borne ou de limite ou consacrant un souvenir », Un point de repère bien visible dans une plaine. Un simple tas de pierres, jusqu'à une petite hauteur ou une motte susceptible de porter une croix. On donna de bonne heure en France le nom de montjoie aux tas de pierres qu'une coutume antique avait fait dresser par les voyageurs le long des chemins ou sur les sommets. Il semblerait donc que les routes de Compostelle en étaient jalonnées.

## Politique et administration

### Liste des maires
| Période                                  | Période   | Identité            | Étiquette      | Qualité                               |
| ---------------------------------------- | --------- | ------------------- | -------------- | ------------------------------------- |
| Les données manquantes sont à compléter. |           |                     |                |                                       |
| mars 1983                                | mars 1996 | Marc CONTAT         | sans étiquette | Officier retraité de l’armée de terre |
| 2008                                     | 2014      | René Tron           |                |                                       |
| mars 2014                                | En cours  | Gilles Mostachetti, |                | Ancien agriculteur exploitant         |

### Intercommunalité
Montjay a fait partie, de 1994 à 2016, de la communauté de communes interdépartementale des Baronnies. Celle-ci a fusionné avec plusieurs autres intercommunalités pour former la communauté de communes du Sisteronais Buëch depuis le 1er janvier 2017.

## Population et société

### Démographie
L'évolution du nombre d'habitants est connue à travers les recensements de la population effectués dans la commune depuis 1793. Pour les communes de moins de 10 000 habitants, une enquête de recensement portant sur toute la population est réalisée tous les cinq ans, les populations de référence des années intermédiaires étant quant à elles estimées par interpolation ou extrapolation. Pour la commune, le premier recensement exhaustif entrant dans le cadre du nouveau dispositif a été réalisé en 2008.

En 2022, la commune comptait 104 habitants, en stagnation par rapport à 2016 (Hautes-Alpes : +0,4 %, France hors Mayotte : +2,11 %).
| 1793 | 1800 | 1806 | 1821 | 1831 | 1836 | 1841 | 1846 | 1851 |
| ---- | ---- | ---- | ---- | ---- | ---- | ---- | ---- | ---- |
| 553  | 563  | 500  | 414  | 410  | 479  | 448  | 502  | 490  |

| 1856 | 1861 | 1866 | 1872 | 1876 | 1881 | 1886 | 1891 | 1896 |
| ---- | ---- | ---- | ---- | ---- | ---- | ---- | ---- | ---- |
| 418  | 400  | 415  | 398  | 430  | 432  | 430  | 381  | 364  |

| 1901 | 1906 | 1911 | 1921 | 1926 | 1931 | 1936 | 1946 | 1954 |
| ---- | ---- | ---- | ---- | ---- | ---- | ---- | ---- | ---- |
| 345  | 319  | 311  | 243  | 246  | 223  | 210  | 184  | 136  |

| 1962 | 1968 | 1975 | 1982 | 1990 | 1999 | 2006 | 2008 | 2013 |
| ---- | ---- | ---- | ---- | ---- | ---- | ---- | ---- | ---- |
| 129  | 102  | 76   | 83   | 86   | 79   | 95   | 100  | 104  |

| 2018 | 2022 | - | - | - | - | - | - | - |
| ---- | ---- | - | - | - | - | - | - | - |
| 104  | 104  | - | - | - | - | - | - | - |

### Santé
Le Centre Hospitalier le plus proche est celui de Sisteron, à 39 km.

## Culture locale et patrimoine
Dans son film le Hussard sur le toit (1995), Jean-Paul Rapenneau fait de Montjay une étape dans le périple qui mène Pauline de Théus et Angelo Pardi de Manosque à Théus. 

### Lieux et monuments
- Église Saint-Martin de Montjay.
- Chapelle Notre-Dame-de-Rourebeau de Vaucluse.

### Personnalités liées à la commune
- Ferdinand Marrou (1836-1917), ferronnier
- Abel Chabal (1910-1944), résistant et militaire français, natif de la commune, tombé au champ d'honneur le 23 juillet 1944.

### Héraldique
| Blason de Montjay | Blason  | D'hermine au chef d'azur chargé d'un loup d'argent. |
| Blason de Montjay | Détails | Le statut officiel du blason reste à déterminer.    |